# Cea (León)
Cea es un municipio y villa española de la provincia de León, en la comunidad autónoma de Castilla y León. Al municipio pertenecen los núcleos de población de Bustillo de Cea, Cea, Saelices del Río y San Pedro de Valderaduey. Cuenta con una población de 378 habitantes (INE 2024).
Además de los núcleos y sus territorios contiguos, atravesados por los ríos Cea y Valderaduey, al término municipal pertenecen el monte público de Riocamba y el paraje de Los Pozos.
En el término hay pruebas de asentamiento continuo desde época prerromana. Cea predominó en su área de influencia hasta el auge del monasterio de Sahagún desde el siglo XI, y su castillo fue plaza fuerte de importancia estratégica hasta la unión definitiva de León y Castilla en el siglo XIII.
En la actualidad en el municipio predomina la agricultura, la explotación forestal (en particular en Riocamba), y la generación eléctrica en el parque eólico de Valdeperondo.

## Geografía
El término municipal de Cea limita con los de Villaselán, Villazanzo de Valderaduey, Sahagún, Villamol, Santa María del Monte de Cea y Almanza en la provincia de León. Además limita con Villambrán de Cea, Santervás de la Vega, Fresno del Río, Villalba de Guardo y Guardo en la provincia de Palencia. En el municipio ha habido siete centenarios cuyos nombres están inscritos en el monumento a los centenarios situado junto al ayuntamiento. En el pueblo hay dos iglesias, la de San Martín, más antigua, y la iglesia nueva llamada de Santa María, diseñada por el arquitecto Julio del Campo y que comenzó a construirse en 1909 cerca del Castillo de Cea y se construyó con piedras del propio castillo y con el dinero dejado para tal fin por doña Margarita de Modino, una adinerada del pueblo que murió sin descendencia en 1908 y que también dejó su casa para el obispado, siendo durante años la casa del cura.
Cea está a 11,5 km al norte del Camino de Santiago y de Sahagún, cabeza del partido judicial. En los últimos 50 años, en el marco de la paulatina despoblación de las áreas rurales españolas, el municipio ha perdido gran parte de su población.

## Historia

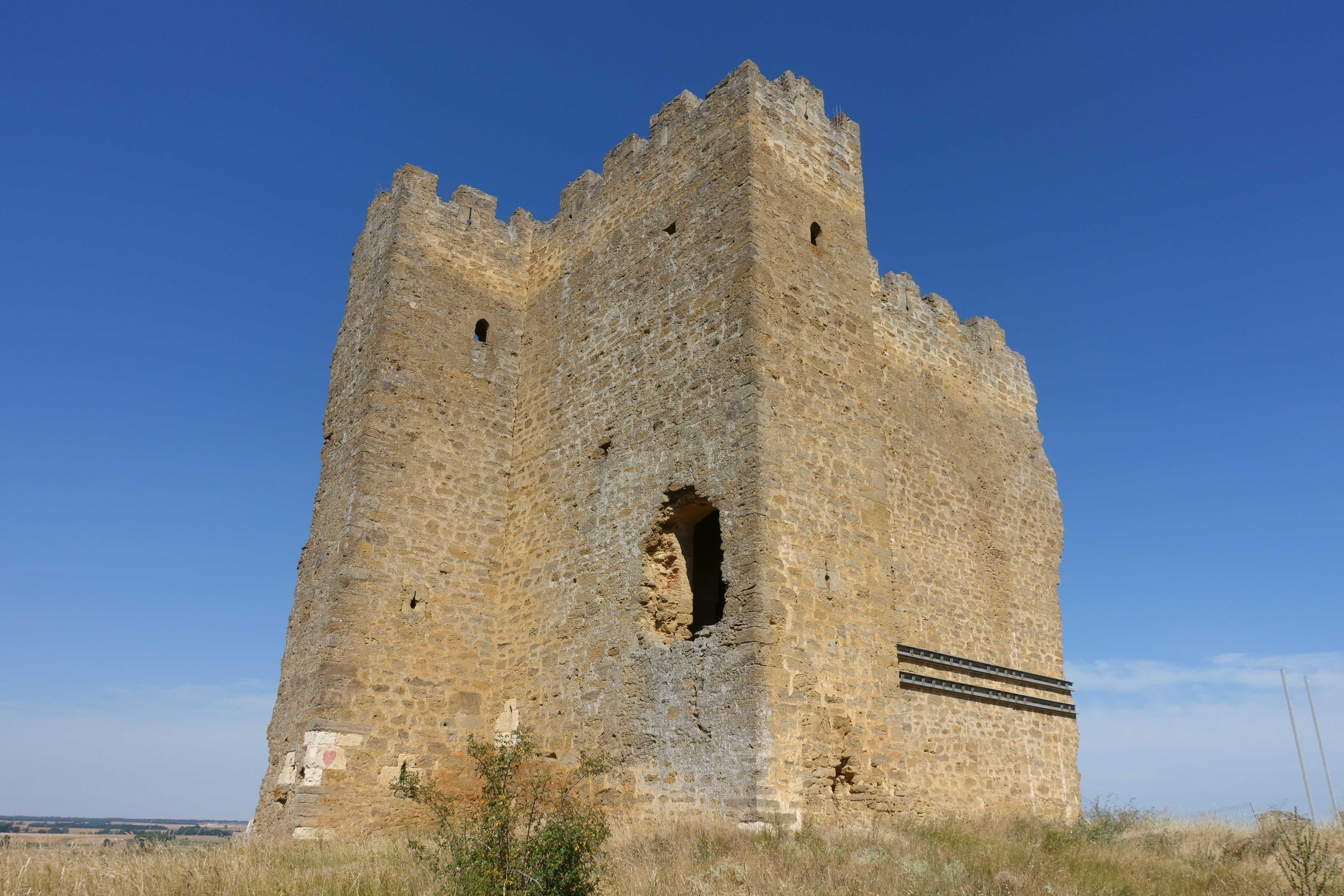
Castillo de Cea

La ciudad era muy importante durante el medievo. En la villa veraneaba la reina Doña Urraca I de León. A día de hoy quedan ruinas de la casa donde veraneaba la reina. Felipe III de España le concedió titularidad de Condado y posteriormente de Ducado al Duque de Lerma y su descendencia. El condado abarcaba hasta veintiséis pueblos, algunos llevan el subnombre de Cea, y otros pertenecen actualmente a la provincia de Palencia.[cita requerida] Durante el Antiguo Régimen fue la capital de la Jurisdicción de Cea que contaba con 31 pueblos.

## Demografía
Cuenta con una población de 378 habitantes (INE 2024).
| Gráfica de evolución demográfica de Cea entre 1842 y 2021 |
| |
| Población de derecho según los censos de población del INE. Población de hecho según los censos de población del INE. En 1857 disminuye el término del municipio porque independiza a Saelices del Río. En 1977 crece el término del municipio porque incorpora a Saelices del Río. |

### Población por núcleos

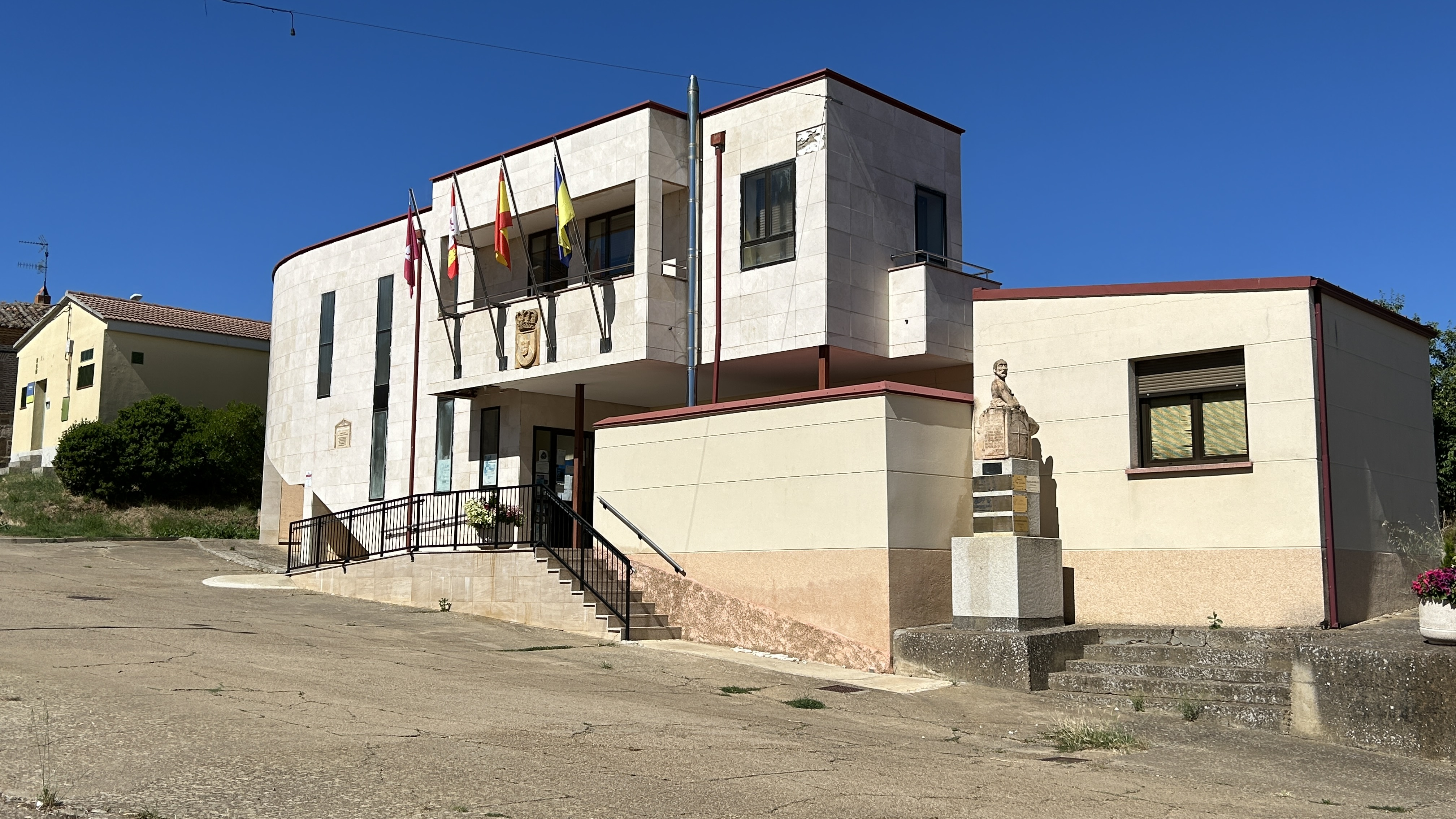
Casa consistorial

Desglose de población según el Padrón Continuo por Unidad Poblacional del INE.
| Núcleos                  | Habitantes (2013) | Varones | Mujeres |
| ------------------------ | ----------------- | ------- | ------- |
| Bustillo de Cea          | 111               | 62      | 49      |
| Cea                      | 173               | 94      | 79      |
| Saelices del Río         | 77                | 38      | 39      |
| San Pedro de Valderaduey | 135               | 65      | 70      |

## Economía

### Evolución de la deuda viva
El concepto de deuda viva contempla sólo las deudas con cajas y bancos relativas a créditos financieros, valores de renta fija y préstamos o créditos transferidos a terceros, excluyéndose, por tanto, la deuda comercial.
| Gráfica de evolución de la deuda viva del ayuntamiento entre 2008 y 2014                             |
| |
| Deuda viva del ayuntamiento en miles de Euros según datos del Ministerio de Hacienda y Ad. Públicas. |

## Cultura

### Patrimonio
- Castillo de Cea
- Ribera del río Cea
- Monte de Riocamba

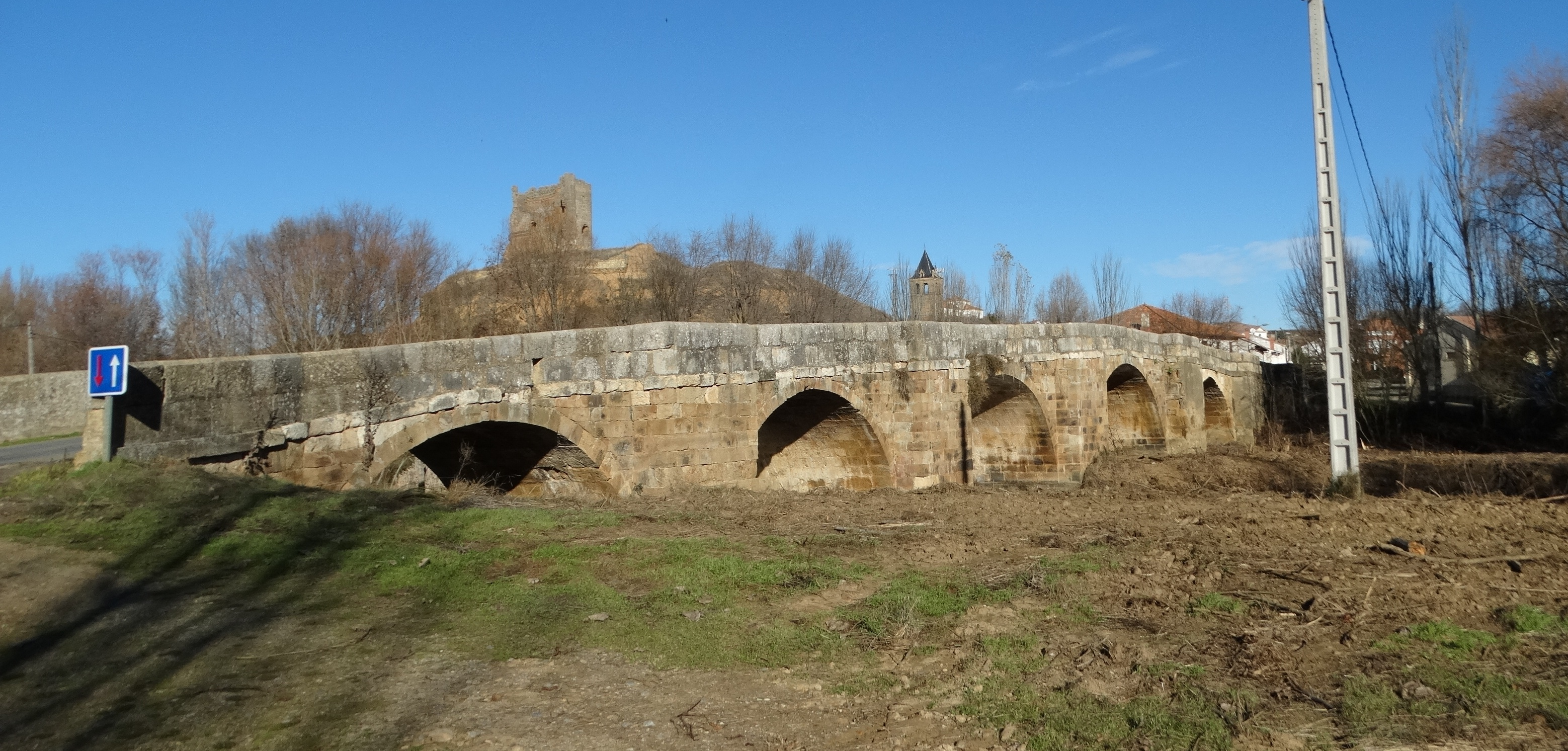
Puente de Cea

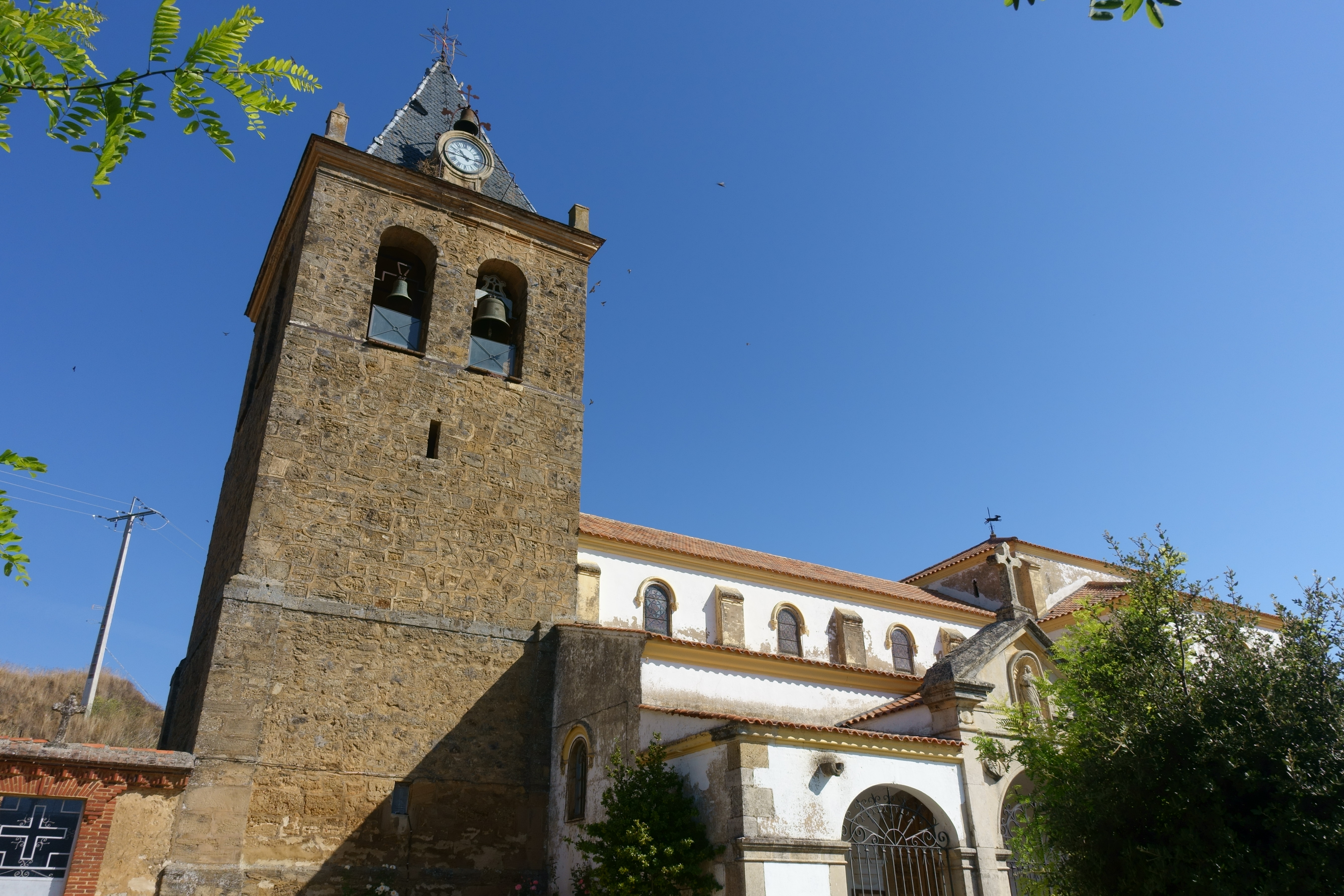
Iglesia de la Asunción de Nuestra Señora

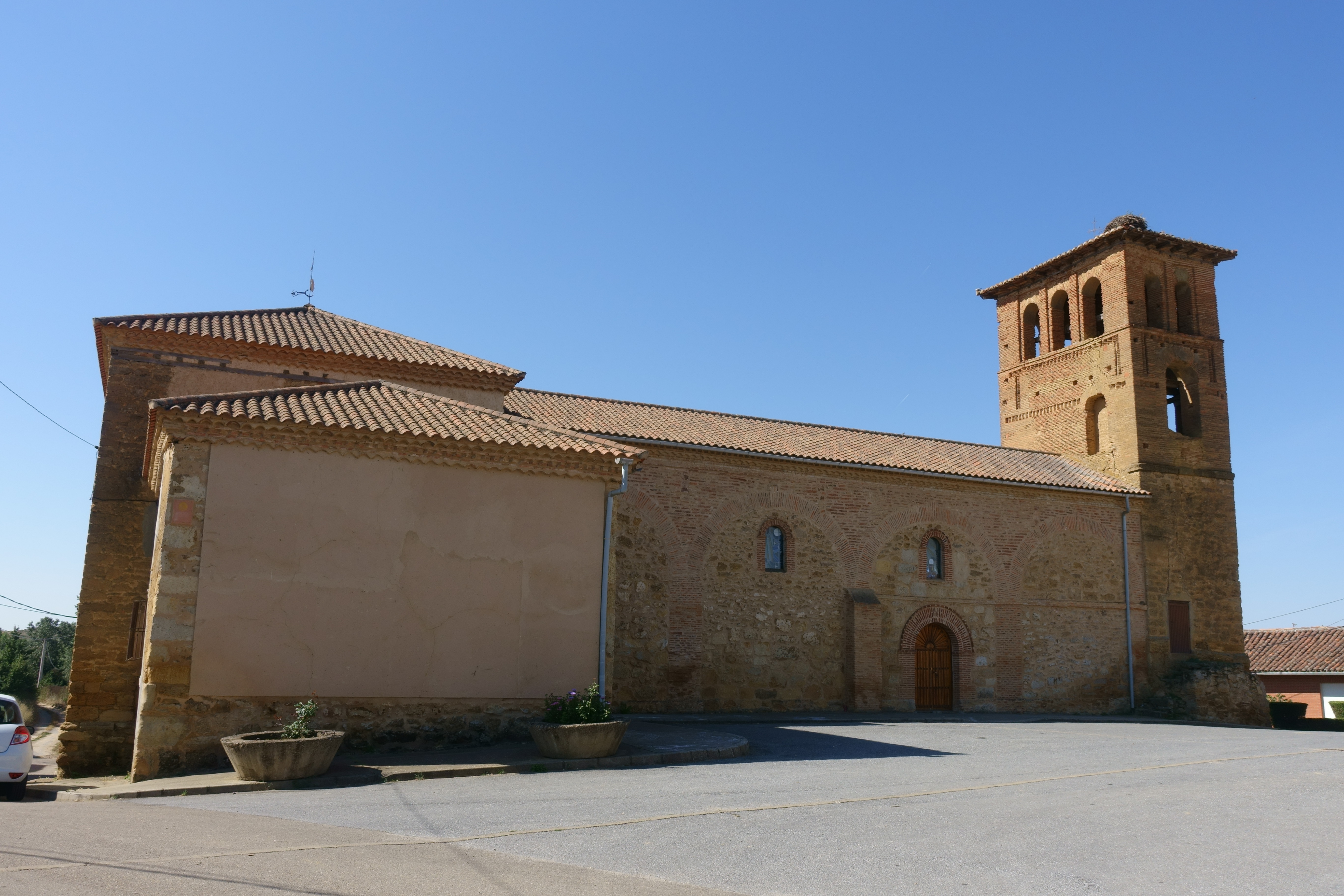
Iglesia de San Martín

Este puente de piedra sobre el río Cea, al suroeste del casco urbano de la villa, lleva a Bustillo y otros núcleos de la margen oeste por la carretera CV-163. En 2014 está en deterioro progresivo. En 2015 se instaló iluminación.
El puente salva 102 metros de longitud, tiene tablero alomado y ocho arcos rebajados. Tiene contrafuertes hasta el murete, que dejan apartaderos regulares aguas arriba y cuadrados aguas abajo. La intervención más significativa para la estructura actual del puente es la reparación dirigida por el maestro Pedro Cayón, que en 1638 repuso cuatro arcos arrastrados por riadas en 1632 y 1633.
Hay constancia documental de la presencia de un puente de piedra original, que fue reparado desde 1602 en un contexto de crisis humana y económica que en otros lugares llevaba a suspender reparaciones de puentes y a habilitar pasos con madera. Sin embargo, el puente de Cea fue reparado porque era considerado fundamental para la comunicación entre León y Madrid, entre el de Almanza (23 km aguas arriba) y Sahagún y otros, aguas abajo.
En 1602 se adjudicó la obra a los maestros canteros cántabros Diego de la Cajiga, Juan de Hermosa y Juan de Nates, discípulo de Juan de Herrera. En 1620la obra fue rematada por Pedro de Llánez. Sin embargo el puente siguió necesitando intervenciones constantes, causadas en parte por la calidad de la piedra. Después de la reposición de Pedro Cayón en 1638, una inscripción en el puente atestigua otra intervención en el siglo XVIII.

### Patrimonio inmaterial
- Cea: Las Candelas, el día 2 de febrero - Virgen del Carmen, el día 16 de julio.